# Muhammad ibn Al-Mustakfi
Muhammad ibn Al-Mustakfi (arab. ‏محمد بن المستكفي‎) – syn dwudziestego drugiego kalifa Al-Mustakfiego.

## Życiorys
Krótko po przejęciu kalifatu przez swego ojca, Muhammad został mianowany oficjalnie następcą tronu. Na początku 946 roku, gdy Al-Mustakfi został zdegradowany przez Bujidów, Muhammad utracił swoje przyszłe stanowisko. Następca jego ojca, Al-Muti odciął mu nos. Ostatecznie udało się uciec.